# Literatura da Hungria
Denomina-se literatura húngara a literatura escrita em idioma húngaro, sobretudo na Hungria. A literatura húngara também pode incluir obras escritas em outras línguas, em especial o Latim, sempre que tenham uma relação geográfica ou cultural com Hungria. Ainda que tem sido praticamente desconhecida no mundo ocidental durante séculos, a literatura húngara tem adquirido maior relevância internacional desde o final do século XX graças ao aparecimento de figuras como Antal Szerb, Sándor Márai ou Magda Szabó, cujas obras se traduziram a grande número de idiomas, inclusive ao português. 

## Literatura húngara antiga e medieval
Os começos do idioma húngaro como tal (conhecidos como "período proto-húngaro") ocorreram ao redor do ano 1000 a. C., quando, segundo as investigações científicas atuais, se separou de suas línguas fraternizas, as línguas úgricas. Em seus inícios, o húngaro escrevia-se com uma escrita rúnica que foi substituída pelo alfabeto latino com a cristianização da Hungria sob o reinado de Esteban I (1000–1038). Não existem documentos escritos anteriores ao século XI. 
O húngaro antigo nasceu, pensa-se, ao redor do ano 896, quando os húngaros ocuparam a planície panónica, se assentaram e construíram seu próprio estado. As primeiras fontes escritas do húngaro são anotações em foro da Abadia de Tihany (1055), que contém múltiplos termos húngaros, incluindo a expressão feheruuaru rea meneh hodu utu rea, "subindo o caminho militar para Fehérvár", em referência ao solar onde se construiu a abadia. O resto do documento está escrito em latim. Por outra parte, o primeiro texto completamente escrito em húngaro é o Sermão funerário e oração (em húngaro, Halotti beszéd és könyörgés), escrito entre os anos 1192 e 1195, uma tradução ou reescritura de uma sermão anterior em latim. O poema mais antigo conservado é o titulado Lamentaciones de María, do século XIII, que igualmente é uma tradução bastante livre de um texto latino anterior. É também o texto mais antigo conservado em uma língua ugrofinesa. Tanto o Sermão funerario como as Lamentaciones resultam difíceis de ler e entender para um falante contemporâneo de húngaro, em especial porque o alfabeto latino de 26 caracteres não se adaptava bem para representar todos os sons do húngaro, e os signos diacríticos e as duplas grafias ainda não eram usados para representar a língua húngara. 
Durante a Idade Média e o Renascimento, a principal língua utilizada para a escrita na Hungria era o latim. Como em outras partes da Europa, textos desta época se centram ou em temáticas religiosas ou na tradução escrita de histórias orais e mitos fundadores étnicos. Exemplos de textos religiosos incluem as Admonições de São Estevão. Entre os textos  sobre a história da Hungria, incluem-se a Gesta Hungarorum ("Fatos dos húngaros"), de autor desconhecido, e a Gesta Hunnorum et Hungarorum ("Factos dos hunos e os húngaros"), de Simon Kézai, ambas em latim. Estas crónicas misturam realidade histórica e lenda, pelo que devem ser tomadas com cautela como fontes históricas. Outra crónica medieval é a Képes krónika (Chronicon pictum ou "Crónica ilustrada"), escrita pelo rei Luis I da Hungria. 

## Período Renascentista e Barroco
A literatura do Renascimento floresceu na Hungria no reinado de Matías Corvino (1458–1490), apreciador de literatura e dono de uma das maiores bibliotecas da Europa Central neste momento, a Biblioteca Corvina. O principal escritor da época era Janus Pannonius, uma figura política e religiosa que ocupou o cargo de Bispo de Pécs. Em um período no qual a corte húngara estava bastante ligada culturalmente a Itália Renascentista, Janus Pannonius foi o representante literário desta relação. Apesar de escrever em latim, seu nome era conhecido por toda a Europa por sua poesia que bebia na fonte da humanismo literário italiano.  Também durante o reinado de Matias Corvino se fundou a primeira Prensa móvel da Hungria, por András Hess, em Buda. O primeiro livro impresso no país foi a Chronica Hungarorum. 
Em 1526, a maior parte da Hungria caiu baixo a ocupação otomana, pelo que esta data se considera o começo do Período Médio da história nacional. Os poetas mais importantes desta época são Bálint Balassi (1554–1594) e Nikola Zrinski (1620–1664). A poesia de Balassi apresenta influências medievais clássicas, e seus poemas podem classificar-se em três secções: poesia amorosa, poesia de guerra e poesia religiosa. Por sua vez, a obra mais significativa de Zrínyi é o poema épico Szigeti veszedelem, escrito em 1648-49 com uma estrutura similar à Ilíada: nele se narra a Batalha de Szigetvár, na que morreu o avô do poeta.
No âmbito da literatura religiosa, a obra mais importante desta época é a tradução da Bíblia realizada por Gáspár Károli, pastor protestante de Gönc, em 1590. Esta obra está inserida dentro do contexto de reforma protestante pela Europa. A Hungria passou por um processo de conversão rápido ao protestantismo durante o século XVI e chegou a ter maioria protestante. Neste processo de evangelização, a tradução da Bíblia, conhecida Biblia de Vizsoly, tem papel fundamental por estimular que a leitura dos textos cânones fosse feita para além da Igreja. Outra obra religiosa significativa é a Lenda de Santa Margarita, copiada por Leia Ráskai para 1510 a partir de um texto anterior hoje perdido.
As obras escritas em latim são numerosas neste período; István Szamosközy, Baranyai Decsi János, Miklós Istvánffy, János Bethlen e Farkas Bethlen, Ferenc Forgách, escrevem importantes obras históricas entre o século XVI ao século XVII.

## Iluminismo e reforma linguística
No final do século XVII, Hungria passou da dominação do Império Otomano a fazer parte do Império Austro-Húngaro. O Iluminismo húngaro atrasou-se cinquenta anos em comparação com os países mais ocidentais, mas as novas ideias chegaram a Hungria através de Viena: a publicação de livros aumentou significativamente, apesar da existência de censura política e religiosa. Os primeiros iluministas húngaros na literatura foram os autores conhecidos como testeőr írók (guarda-costas húngaros da Emperatriz María Teresa I de Áustria): György Bessenyei (1747-1811), que experimenta profunda influência de Voltaire; János Batsányi, entre outros. Os poetas mais importantes desta época foram Mihály Csokonai Vitéz, Dániel Berzsenyi (quem compõe Odas ao estilo das de Horácio, de tal maneira que se ganha o apelido de "o Horacio húngaro") e Lőrinc Orczy. A literatura desta época abunda em memórias e textos introspectivos, ainda que uma das obras mais significativas, feita por um húngara da Transilvânia, pertence ao gênero epistolar: trata-se das Cartas desde Turquia de Kelemen Mikes.
Durante o Iluminismo também se levou a cabo a reforma da língua húngara, para a adaptar aos novos tempos, os avanços científicos e os novos inventos. O principal impulsor desta reforma foi Ferenc Kazinczy, que dominou com sua autoridade o ambiente literário da época. Devido a esta reforma, e às mudanças produzidas na literatura húngara ao longo do século XVIII (sobretudo em seu último terço), costuma-se considerar que é neste momento quando nasce a literatura húngara moderna.

## O século XIX
A começos do século XIX, o centro cultural da Hungria mudou-se para Pest - uma das metades da capital Budapeste - onde surgiu uma nova geração de escritores, conhecida como "Círculo Aurora", contrários aos ensinos literários de Ferenc Kazinczy. O grupo, de tendências liberais, passou a pregar pela inovação na literatura e pela abordagem de sentimentos mais profundos. A este grupo pertenciam, entre outros, o fundador da revista que dava nome ao grupo, Károly Kisfaludy, irmão do também poeta Sándor Kisfaludy, o historiador Ferenc Toldy e József Bajza, que desempenhou um importante papel como crítico; o único grande poeta da época que se situava fora deste círculo, e que aceitava ao ilustrado Kazinczy como mestre foi Ferenc Kölcsey. Vale ressaltar que este grupo já escrevia em húngaro. 
Assim como em outros países que passaram por uma necessidade artística de definir sua identidade nacional, os literatos húngaros também buscavam a criação de uma obra épica. No entanto, o poeta que levou a cabo a tão esperada tarefa de escrever uma épica nacional húngara foi Mihály Vörösmarty, autor de Zalán futása ("A fugida de Zalán"), em 1825, baseado no relato da conquista dos Hungria pela Casa de Arpades, tema que já tinha sido abordada na Gesta Hungarorum. Nesta época também se desenvolveu pela primeira vez o teatro em húngaro, com a fundação do Teatro Nacional da Hungria (1837), ainda que teve que esperar ao redescobrimento da obra Bánk Bán, de József Katona (escrita em 1815 mas não estreada até 1839, nove anos após a morte de seu autor) para que este novo teatro conseguisse atingir maior solidez artística. Também a novela experimentou uma especial efervescência durante este período, com mais de 200 novelas publicadas só no primeiro terço do século XIX. Entre estes primeiros novelistas destaca József Eötvös, autor do notário do povo (1844-1846) ou Hungria em 1514, convertidas posteriormente em obras clássicas da literatura húngara.
Também ao movimento do Romantismo pertence, ainda que com uma personalidade própria muito marcada, Sándor Petőfi, o considerado "poeta nacional" da Hungria. Sua poesia bebe fundamentalmente de fontes populares e folclóricas, e nela Petőfi adopta diferentes vozes e personalidades, em ocasiões com intenção satírica. Iniciou muito jovem a sua trajetória literária, criando uma poesia revolucionária em temas e formas mas na tradição poética do seu país. Os temas fundamentais da sua lírica foram o amor e a liberdade. Em 1845, Petőfi escreveu um extenso poema narrativo titulado János, o herói ou João o paladino (János Vitéz). Faleceu em 1849 na batalha de Segesvár (atualmente Sighişoara, na Roménia), uma das batalhas da guerra da independência húngara de 1848 e é hoje reconhecido entre os magiares como herói e poeta nacional. Petőfi desapareceu misteriosamente na Batalha de Segesvár (ou Sighişoara), durante a Revolução Húngara de 1848, o que contribuiu a aumentar ainda mais sua fama e seu status como poeta nacional. A literatura húngara, por mais que começasse a ganhar corpo, ainda se encontrava muito circunscrita ao seu território nacional, tanto pelas barreiras de seu idioma não indo-europeu, quanto por seu papel como país do Leste Europeu, na época conhecido como Oriente Próximo. 

## Desilusão e novela
Depois do fracasso da Revolução húngara de 1848 contra a dominação dos Habsburgo, o país sumiu-se num período de desilusão, que afetou também às artes e mais especificamente à literatura. O país carecia neste momento de grandes autores. No campo da poesia, se destaca a figura de János Arany, cuja obra mestre, Toldi (1847), foi acolhida por Petőfi com júbilo. O máximo representante da prosa política é por sua vez Zsigmond Kemény, autor também de novelas históricas e psicológicas como Pál Gyulai (1847) nas que se transparenta o pessimismo e o irracionalismo da época. O mesmo pode dizer das obras de Imre Madách, autor de um poema dramático titulado A tragédia do homem (1860), que se situa na linha de obras como o Caín de Lord Byron, o Fausto de Goethe ou Peer Gynt, de Henrik Ibsen, que tratam sobre o destino humano. Outros poetas desta época são László Arany (filho de János Arany), János Vajda ou Gyula Reviczky.
O único autor que, por seu espírito escapista e seu optimismo infantil, conseguiu escapar ao temeridade da época, foi o novelista Mór Jókai, autor a mais de cem volumes de prosa de ficção (entre novelas e contos) nos que se respira um romantismo idealista, hipersensível e melodramático. Jókai foi eleito por seus compatriotas como o grande poeta do século XIX, e suas obras cheias de exotismo e de heróis improváveis se compravam e se liam apaixonadamente. O mesmo sucede com Kálmán Mikszáth, o novelista húngaro mais popular após Jókai, autor de obras nas que descreve o ambiente rural de sua infância.

## No século XX
Até a Primeira Guerra Mundial
O império austro-húngaro e, por consequência, a Hungria, viveram um momento de modernização e prosperidade no final do século XIX, como parte da Belle Époque. No final do século XIX, Budapeste tinha-se convertido numa das cidades mais modernas de Europa, como mostrou a "exposição milenar" de 1896 para comemorar o nascimento da nação; no entanto, esta fachada luxuosa e ostentosa ocultava graves problemas, não sozinho políticos, mas sobretudo sociais e económicos, com uma grande parte da população sumida na pobreza e um número crescente de parados. A literatura dos primeiros anos do século é mais focada em ensaios do que em narrativa ou poética. Nesta época forma-se por exemplo o chamado Círculo do Domingo, cujo líder era o filósofo e crítico literário Georg Lukács, e entre cujos membros se contavam o sociólogo Karl Mannheim e o poeta e dramaturgo Béla Balázs. Pouco pode dizer-se por exemplo do teatro desta época, caracterizado pelo esgotamento dos modelos anteriores e o aparecimento de autores jovens, como Ferenc Molnár ou Menyhért Lengyel, autores de obras ligeiras, bem travadas e fáceis de exportar ao estrangeiro. 
No campo da poesia, a figura mais importante desta época é József Kiss, de origem judia. Embora ocupa-se como poeta um lugar secundário, foi um destacado editor, especialmente através de sua revista Na Semana na que publicavam sobretudo -ainda que não unicamente- autores húngaro-judeus, como Tamás Kóbor ou Sándor Bródy. A este grupo pertencia também o novelista Zoltán Ambrus, autor do rei Meças, e outros escritores de relatos breves, como Jenő Heltai, Viktor Cholnoky e Zoltán Thury. Ao mesmo tempo que estas tendências se desenvolviam na capital, em outra cidade húngara, Szeged, começava a se expandir em regionalismo húngaro, graças a novelistas como István Tömörkény ou Ferenc Móra, que retratavam a vida dos camponeses húngaros sem a excessiva idealização característica do romantismo anterior.
A primeira década do século XX também viu o aparecimento, o 1 de janeiro de 1908, de outra importante revista literária, Nyugat, que contribuiu substancialmente à modernização da literatura húngara: ao redor dela se reuniu um importante grupo de poetas, críticos e novelistas de altísimo nível, entre os que destacam Endre Ady, Gyula Krúdy ou Aladár Schöpflin. Outros importantes escritores relacionados com esta revista, que deixou de se publicar em 1941, incluem a Mihály Babits, Dezső Kosztolányi, Gyula Juhász, Árpád Tóth, Frigyes Karinthy ou Margit Kaffka, bem como a representantes de uma nova geração na que destacam Lőrinc Szabó, József Fodor, István Vais, József Berda ou Anna Hajnal. 
Além do grupo dos Nyugat, outras tendências literárias também pretendiam uma modernização da literatura húngara, como a de linha socialista, personificada em Attila József, considerado um dos melhores escritores do país, ou as experimentações vanguardistas - também próximas ao socialismo- do grupo de Lajos Kassák.
Período de entre guerras
Depois do florescente período anterior à Primeira Guerra Mundial, a pós-guerra foi um período de depressão para a nação húngara, que viu como o Tratado de Trianon lhe privava de dois terços de seu território histórico, outorgado às nações vizinhas. Economicamente, o país também sofreu bastante com a hiperinflação e registrou a maior inflação da história até os dias modernos neste período. Esta derrota levou ao surgimento de um nacionalismo húngaro mais agressivo, que se vinculou fortemente com o cristianismo, e se caracterizou por seu anticomunismo e seu antisemitismo. Nesta tendência situava-se por exemplo o historiador Gyula Szekfű, quem, no entanto, apartar-se-ia deste nacionalismo à medida que os elementos racistas fizeram-se mais evidentes. Este nacionalismo húngaro perduraria e seria um dos principais componentes da política húngara do século XXI. 
Significativamente, a revista literária mais influente deste período levava por nome Este (como oposição a Nyugat, Occidente), coeditada pelo influente crítico János Horváth e Cécile Tormay, quem também destacou como novelista. Outros autores de novela histórica desta época são Miklós Surányi, János Komáromi e Irén Gulácsy, ou o também nacionalista Gyula Somogyvári. Outros autores da época tenderam ao neocatolicismo, graças a revistas como a Revista Católica ou Vigília. A esta tendência pertenceram poetas como Lajos Harsányi, Sándor Sík ou László Mécs, ou o novelista Béla Just.
Uma linha muito diferente das anteriores, mas igualmente influente, foi constituída por escritores populistas (népi), denominação cunhada por Mihály Babits para designar a um grupo de autores que, a diferença dos agrupados em torno de Nyugat, decidiram recuperar as formas literárias e os temas tradicionais húngaros. Além de Dezső Szabó, a quem considera-se um precursor, faziam parte deste grupo de "poetas populistas" escritores como László Németh, János Kodolányi, Pál Szabó ou Dénes Barsi. Entre os poetas associados com este populismo destaca Gyula Illyés, considerado um dos poetas fundamentais da literatura húngara do século XX.
Neste período produz-se ademais, como já se indicou anteriormente, a desincorporação de uma parte importante dos territórios da Hungria histórica, entre eles a Transilvania, que passou a ser parte da Romênia, e onde começaram a se criar novos centros culturais. Entre os principais autores transilvanos de entre-guerras encontra-se Károly Kós, importante impulsor desta nova identidade cultural transilvana. 
Durante os anos da Segunda Guerra Mundial, por outra parte, os judeus húngaros foram confinados em ghettos e em campos de concentração, onde muitos morreram. Entre eles se encontravam poetas como György Sárközi e Miklós Radnóti, narradores como Károly Pap ou Endre Gelléri, ou historiadores como Antal Szerb.
Período comunista
Hungria, aliada do Eixo e derrotada portanto na Segunda Guerra Mundial, ficou na esfera de influência da URSS. Este mando foi personificado em Mátyás Rákosi, líder do Partido Comunista local. Depois de uns primeiros anos em que a vida cultural começou a reorganizar entre as ruínas com relativa rapidez e liberdade, a começos dos anos 1950 todo estava já ferreamente controlado pelos aparelhos do estado comunista, dirigidos fundamentalmente por József Révai. 
Ainda que sua trajetória literária nasceu e estabeleceu-se solidamente durante o período de entre-guerras, Sándor Márai é talvez o autor que melhor representa a deriva da literatura húngara durante o período de domínio comunista. Novelista, ensaísta e autor de diários e memórias de grande valor literário como Confessões de um burguês ou Terra, terra!, depois da ocupação da Hungria por parte do Exército Vermelho, Márai viu-se obrigado a exiliar-se primeiro na Itália e depois nos Estados Unidos. Sándor Marai permanece um dos autores húngaros mais traduzidos ao português, editado pela Companhia das Letras no Brasil e como um dos escritores favoritos do ex-presidente brasileiro Fernando Henrique Cardoso. O escritor húngaro chegou a inclusive a escrever um livro sobre Canudos, chamado Veredicto em Canudos. 
A situação política mudou por volta de 1953, quando uma nova política mais liberal, estabelecida por Imre Nagy, possibilitou que os escritores se expressassem com maior liberdade. Este período de abertura foi controlado de novo por Révai e seus colaboradores, que tentaram voltar à situação de controle anterior. No entanto, os escritores tinham adquirido já um importante papel como representantes da expressão e dos desejos da população húngara de maior liberdade política. Ambos estes anseios eclodiram na Revolução húngara de 1956, brutalmente aplastada pelo exército soviético. Entre os escritores que encabeçaram este movimento está Tibor Déry, quem foi obrigado a "reescrever" seu trilogia A frase inacabada por não adaptar aos princípios do realismo socialista, encarcerado depois e amnistiado em 1960. Similar foi o destino do dramaturgo Gyula Háy, encarcerado depois da Revolução e libertado no mesmo ano que Déry. Outros escritores, como Zoltán Zelk, foram abertamente partidários do regime estalinista.
Depois do fracasso da Revolução, tentar voltar ao controle férreo do estalinismo era impossível; a oposição foi suprimida duramente nos anos 1956 e 1957, mas já em 1960 se produziu uma primeira anistia aos presos políticos. Numa tentativa por mostrar uma maior abertura, renunciou-se ao princípio do realismo socialista como única tendência literária válida, e se estimulou que escritores veteranos do período de entre-guerras a publicar. Também se permitiu a publicação de obras estrangeiras, ainda que não fossem afines ao ideário comunista. Escritores representativos desta época são os poetas Sándor Weöres, anteriormente catalogado como "individualista" e "formalista", Lajos Nagy, Ágnes Nemes Nagy ou János Pilinszky. Na prosa, Magda Szabó, reprimida entre 1949 e 1956 por razões políticas, viu suas novelas publicadas e exitosas. Outros novelistas como Endre Fejes, György Moldova ou Gyula Fekete começaram a escrever obras que propunham perguntas que tinham sido tabu durante os anos 1950, como a situação real da classe trabalhadora, ou a questão judaica na Hungria.

## A literatura húngara desde a queda do regime comunista
Desde o desaparecimento do regime comunista em 1989, a Hungria incorporou-se à cultura e a política da Europa Ocidental, como demonstra sua adesão à União Européia em 2004. Esta abertura pode ter contribuído a um maior conhecimento da literatura húngara fora do país. No Brasil, pela primeira vez autores húngaros começaram a ser traduzidos editorialmente diretamente do original, fruto do esforço de tradutores brasileiros com ascendência húngara, como Paulo Schiller e Edith Elek. A descoberta pelo público brasileiro de autores influentes do século XX, como Sándor Márai ou Magda Szabó, contribuiu para a popularização da literatura húngara no Brasil - Márai, por exemplo, conta com dez livros publicados no Brasil. À nível internacional, a literatura húngara também adquire posição de destaque com prêmios internacionais: o escritor húngaro Imre Kertész recebeu o Prêmio Nobel de Literatura em 2002 e László Krasznahorkai foi laureado com o International Booker Prize. Outros autores mais jovens, como Péter Esterházy, ainda pouco conhecidos fora de seu país de origem, começam a ganhar projeção internacional.  

## Os principais autoras e autores da literatura húngara
| Nome                 | Principais obras                          | Ano  |
| -------------------- | ----------------------------------------- | ---- |
| Magda Szabó          | " A Porta"                                | 1860 |
| Zsuzsanna Budapeste  | "The Feminist Book of Lights and Shadows" | 1975 |
| Péter Nadas          | "O fim de um romance de família"          | 1991 |
| László Krasznahorkai | "O tango de Satanás"                      | 1985 |